# 新田忠弘
新田 忠弘（にった ただひろ）は、ゲームミュージックの作曲家。愛媛県松山市出身。

## 概要
コンピュータゲーム開発会社のマイクロキャビンに入社。同社のゲームソフトの作曲を数多く手がけた後、フリーランスに。
現在は新田みかんの名で尺八奏者として活動し、他にもちんどん、トロンボーン、ヴァイオリン、二胡、トランペット、横笛などの主に単旋律楽器を得意とするミュージシャンとしてコンサート、演劇、朗読、舞台などにおいて活動中である。

## 主な作品
- サーク
- サークII
- サーク ガゼルの塔
- フレイ
- 幻影都市
- エルムナイト
- ソードアンドソーサリー
- マリオネットカンパニー
- マリオネットカンパニー2 Chu!
- ファイナルファンタジー（MSX版）編曲（作曲は植松伸夫）
- シェンムー
- 鋼鉄の咆哮2 ウォーシップコマンダー
- 鋼鉄の咆哮3 ウォーシップコマンダー